# Хэйл, Уильям
Уильям Кинг Хэйл (англ. William King Hale; 24 декабря 1874, Гринвилл, Техас, США — 15 августа 1962, Финикс, Аризона, США) — коммерсант, политический лидер и преступный главарь из округа Осейдж (Оклахома). Сколотил состояние на скотоводстве, нечестной торговле с жителями округа и разного рода криминальных схемах, включая убийства. В 1920-х годах с помощью наёмных убийц устранил ряд родственников жены своего племянника Эрнеста Бёркхарта, чтобы получить контроль над их землями и нефтяными доходами. Был приговорён в 1929 году к пожизненному заключению, но вышел на свободу условно-досрочно в июле 1947 года.
Хэйл стал персонажем научно-популярной книги Дэвида Гранна «Убийцы цветочной луны. Нефть. Деньги. Кровь» и художественного фильма Мартина Скорсезе «Убийцы цветочной луны», где его сыграл Роберт Де Ниро.